# Puig de l'Àliga (Canyelles)
El Puig de l'Àliga és una muntanya de 464 metres que es troba entre els municipis d'Olèrdola a l'Alt Penedès i de Canyelles al Garraf. Al cim s'hi pot trobar un vèrtex geodèsic (referència 278131001). Aquest cim està inclòs al llistat dels 100 cims de la FEEC.